# العلاقات اليمنية البنغالية
العلاقات اليمنية البنغلادشية هي العلاقات الثنائية بين بنغلاديش واليمن. في عام 2014 تم تعيين محمد أصحاب الدين سفيرا لبنجلاديش في اليمن.

## الاعتراف
اعترفت جمهورية اليمن الديمقراطية الشعبية، ببنغلادش في 15 يونيو 1971. كان جنوب اليمن أول دولة عربية تعترف ببنغلادش (كانت الدول العربية الأخرى قد دعمت باكستان في حرب عام 1971)، وكان دعم استقلال بنغلاديش يمثل انقسامًا ناشئًا بين جنوب اليمن والصين. كما دعم اليمن الجنوبي عضوية دولة بنغلاديش في منظمة الصحة العالمية. تأسست العلاقات الدبلوماسية بين بنغلاديش والجمهورية العربية اليمنية في عام 1973 عندما اعترف اليمن الشمالي ببنغلاديش. ووفقًا لمجيب الرحمن، فإن فتح العلاقات الدبلوماسية بين بنغلاديش والجمهورية العربية اليمنية (بالإضافة إلى العديد من الدول العربية الأخرى) جاء نتيجة لدعم بنغلاديش للقضية العربية في حرب 1973.

## انقلاب 1975
بعد الانقلاب العسكري في بنغلاديش عام 1975، كان شمال اليمن من أوائل الدول التي اعترفت بحكومة خندكر مشتاق أحمد.

## زيارة 1987 الرئاسية
زار الرئيس البنغلاديشي حسين محمد إرشاد اليمن الشمالي في يوليو 1987، سعياً لتعزيز التجارة والتعاون. خلال هذه الزيارة تم التوقيع على اتفاقيتين للتعاون الثنائي بين البلدين. كانت هذه أول زيارة رئاسية بنغلاديشية إلى شمال اليمن.

## التعاون التربوي
تم تحديد قطاع التعليم كمجال محتمل لتوسيع التعاون الثنائي بين بنغلاديش واليمن. وأبدى الجانبان ضرورة إقامة برامج التبادل التعليمي خاصة في مجالات الهندسة وتكنولوجيا المعلومات.

## التعاون الاقتصادي
زادت العلاقات الاقتصادية بين بنغلاديش واليمن في التسعينيات، مع زيادة التجارة وهجرة اليد العاملة.
أعربت بنغلاديش واليمن عن اهتمامهما المشترك بتوسيع التجارة والاستثمارات الثنائية بين البلدين. تم تحديد المستحضرات الصيدلانية البنغلاديشية والسيراميك والميلامين والجوت والنسيج والمنتجات الجلدية وما إلى ذلك على أنها صناعات واعدة ذات طلب كبير في السوق اليمني. في عام 2013، أعرب الرئيس اليمني عبد ربه منصور هادي عن رغبته في بناء بعض سفن الدورية لخفر السواحل اليمني في أحواض بناء السفن البنغلاديشية. واقترحت اليمن توقيع اتفاقية تجارة مع بنغلاديش. إلى جانب ذلك، تم التأكيد على الحاجة إلى تبادل وفود الأعمال بين البلدين.